# Torben Antretter
Torben Antretter (* 28. Januar 1992) ist ein in der Schweiz lebender deutscher Unternehmer, Wirtschaftswissenschaftler und Autor.

## Werdegang
Nach dem Abitur studierte Torben Antretter Betriebswirtschaftslehre an der International School of Management und der Westfälischen Wilhelms-Universität Münster. Im Jahr 2017 gründete er das LegalTech-Unternehmen RightNow, zu dessen Investoren unter anderem Carsten Maschmeyer und die Gründer der Hotel-Suchmaschine trivago gehören. Antretter wurde 2020 an der Universität St.Gallen mit der Dissertation «Investment Decisions and Outcomes of Early Stage Investors» zum Dr. oec. HSG promoviert. Seitdem doziert er an der Universität St.Gallen zum Thema «Entrepreneurial Finance». Im Jahr 2020 wurde Antretter vom renommierten US-Wirtschaftsmagazin Forbes in die Liste der «30 under 30» einflussreicher Unternehmer unter 30 Jahre aufgenommen. Über das von ihm gegründete Startup-Unternehmen wurden eine Case Study an der Harvard Business School verfasst.

## Publikationen (Auswahl)

### Wissenschaftliche Artikel
- Do algorithms make better – and fairer – investments than angel investors? in: Harvard Business Review, 2020.
- Should business angels diversify their investment portfolios to achieve higher performance? The role of knowledge access through co-investment networks. in: Journal of Business Venturing, vol. 35(5), S. 1–19, 2020.
- It’s a peoples game, isn’t it?! A comparison between the investment returns of business angels and machine learning algorithms. in: Entrepreneurship Theory and Practice, vol. 2020(1), S. 1–38, 2020.
- New venture survival: A review and extension. in: International Journal of Management Reviews, vol. 22(4), S. 378–407, 2020.
- Predicting new venture survival: A Twitter-based machine learning approach to measuring online legitimacy. in: Journal of Business Venturing Insights, vol. 11(1), S. 1–8, 2019.

### Buchpublikationen
- Investment Decisions and Outcomes of Early Stage Investors. Dissertation, Universität St.Gallen, Difo-Druck Untersiemau, 2020.
- Startup Navigator – Guiding Your Entrepreneurial Journey. McMillan, 2020, ISBN 9781352010107.
- Entrepreneurial Finance: The Art and Science of Growing Ventures. Cambridge University Press, 2019. Chapter 6: Deal Sourcing and Screening, ISBN 9781108421355, S. 148–180.
- Startup Navigator: Das Handbuch. Frankfurter Allgemeine Buch, 2018, ISBN 9783956012211.
- Kapitalkostenermittlung als Grauzone wertorientierter Unternehmensführung. Monsenstein & Vannerdat, 2015, ISBN 9783961630967.